# Red Star Algérois
Pour les articles homonymes, voir RSA.
Maillots
Le Red Star Algérois (en arabe : النجم الأحمر الجزائر), plus couramment abrégé en RS Alger, est un club algérien de football fondé en 1913, situé dans la ville d'Alger.
Il évoluait au Stade Municipal d'Alger.

## Histoire
Le Red Star Algérois est créée en 1913 dans la ville d'Alger, par des colons européens qui étaient des amateurs de sport et de football.
Après l’indépendance de l'Algérie, le Red Star Algérois intègre le championnat national lors du Critérium Honneur 1962-1963,,, championnat organisé sous forme de 5 groupes de 10 clubs chacun. le Red Star Algérois commence dans le Groupe I de la ligue d'Alger,, et se classe quatrième de son groupe.

## Palmarès

### Section football
| Compétitions nationales |
| --- |
| - Ligue d'Alger de Football Association,: - Division d'honneur : - Vice-Champion : 1947 - 3 place : 1944, 1946, 1948 et 1952 |

### Classement en championnat d'Alger par année
- 1920-21 : Division d'Honneur, 7e
- 1921-22 : Division d'Honneur, 7e
- 1922-23 : Division d'Honneur, ?e
- 1923-24 : ?e
- 1924-25 : ?e
- 1925-26 : ?e
- 1926-27 : ?e
- 1927-28 : ?e
- 1928-29 : ?e
- 1929-30 : ?e
- 1930-31 : ?e
- 1931-32 : ?e
- 1932-33 : ?e
- 1933-34 : Deuxième Division, 1re   Champion
- 1934-35 : Première Division, ?e
- 1935-36 : Première Division, 3e
- 1936-37 : Première Division, 1re  Champion
- 1937-38 : Division d'Honneur, 9e
- 1938-39 : Division d'Honneur, 6e
- 1939-40 : Division d'Honneur, ?e
- 1940-41 : Division d'Honneur, ?e
- 1941-42 : Division d'Honneur, 6e
- 1942-43 : Division d'Honneur, ?e
- 1943-44 : Division d'Honneur, 3e
- 1944-45 : Division d'Honneur, ?e
- 1945-46 : Division d'Honneur, 3e
- 1946-47 : Division d'Honneur, 2e
- 1947-48 : Division d'Honneur, 3e
- 1948-49 : Division d'Honneur, ?e
- 1949-50 : Division d'Honneur, 7e
- 1950-51 : Division d'Honneur, 7e
- 1951-52 : Division d'Honneur, 3e
- 1952-53 : Division d'Honneur, 8e
- 1953-54 : Division d'Honneur, 6e
- 1954-55 : Division d'Honneur, 7e
- 1955-56 : Division d'Honneur, 12e
- 1956-57 : ?e
- 1957-58 : ?e
- 1958-59 : ?e
- 1959-60 : ?e
- 1960-61 : ?e
- 1961-62 : CFA Algérie, ?e Compétition arrêter

### Classement en championnat d'Algérie par année
- 1962-63 : D1, Critérium d'Honneur, Gr. I,4e

## Personnalités du club

### Entraîneurs du club
- Pierre Ponsetti
- Élie Rous

### Anciens joueurs du club
Quelques joueurs qui ont marqué l'histoire du Red Star Algérois.
- Jean Pierre Magliozzi
- Henri Mayans
- André Diehl
- Yvon Gilabert
- Pierre Ponsetti
- Philippe Piat